# Eugenie Marlitt

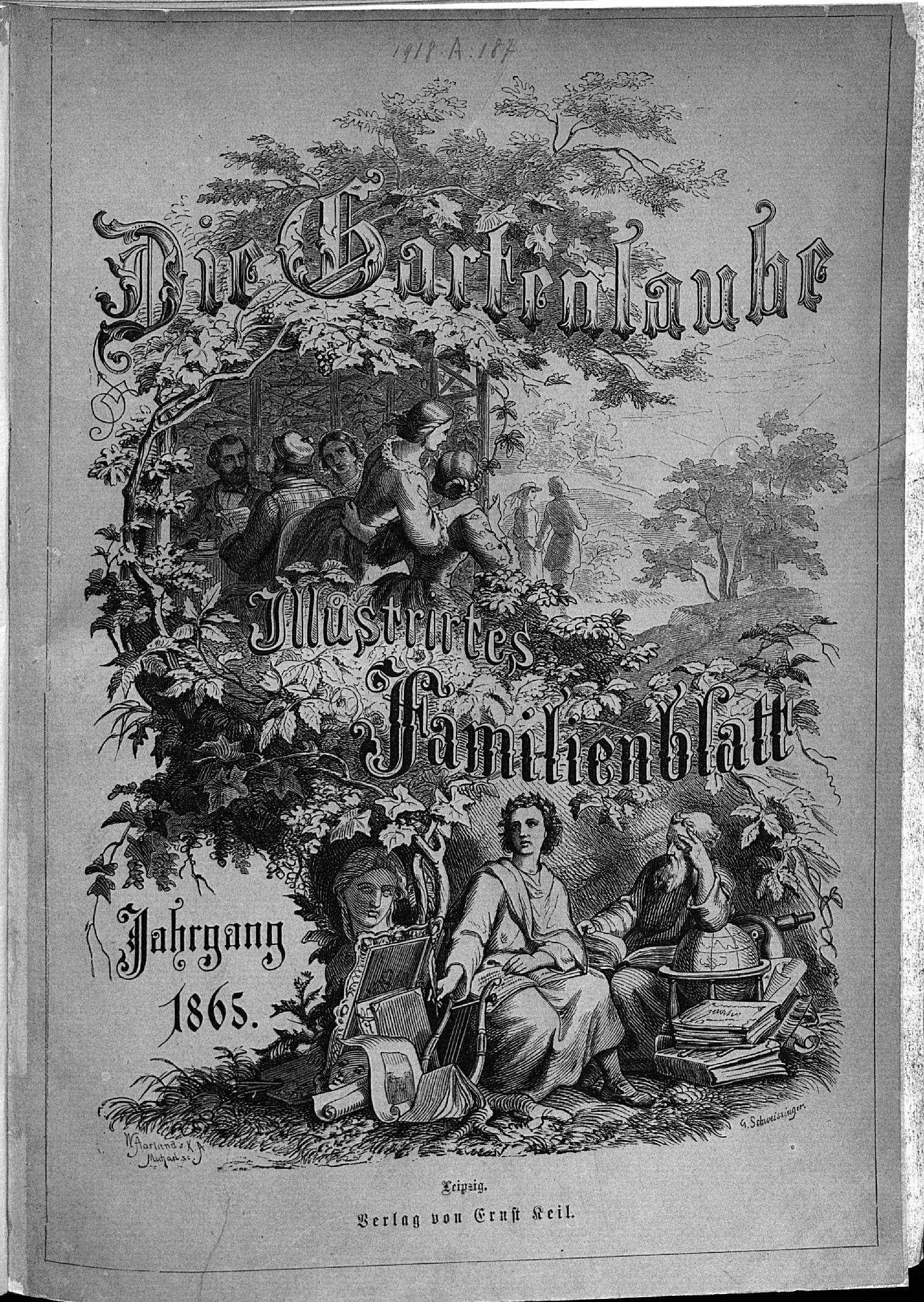
Portada de Die Gartenlaube de l'any 1865

Eugenie Marlitt, pseudònim de Friederieke Henriette Christiane Eugenie John (Arnstadt, 1825-ibidem, 1887), fou una famosa escriptora alemanya.

## Biografia
Nasqué a Arnstadt (Turíngia) el 5 de desembre de 1825 i son pare era un pintor de talent. De l'educació d'Eugenie s'encarrega la princesa regnant Mathilde de Schwarzburg-Sondershausen, que, encisada per la veu de la seua protegida, l'envià, quan tenia setze anys, al Conservatori imperial de Viena. Dos anys més tard debutà en l'òpera però després dels primers èxits a Linz, Graz i Lviv, una malaltia de l'oïda, que la deixaria sorda, l'obligà a renunciar als triomfs escènics. Llavors torna al servei de la seua protectora com a dama d'honor i lectora. A causa de problemes financers de la princesa, però, abandona la cort de Schwarzburg-Sondershausen, per anar a viure a casa del seu germà Alfred, que era mestre a Arnstadt.
Encara que ja havia escrit algunes històries, és llavors quan comença a dedicar-se a l'escriptura. Al 1865 envia la primera novel·la Els dotze apòstols a la revista Die Gartenlaube, un setmanari molt popular entre les classes riques alemanyes de l'època, publicat a Leipzig. Al 1866 aconseguirà el primer gran èxit amb Goldelse. En aquesta revista publicaria totes les seues novel·les, sempre amb el mateix pseudònim: E. Marlitt. Es creu que el seu origen és l'acrònim de Man Arnstädter Litterature.
El seu èxit feu que la revista multiplicara les vendes, i que Eugenie rebera prou diners per construir-se una casa a Arnstadt “Vil·la Marlitt”, a la qual es mudà al 1871 amb son pare. Sempre malalta i malgrat que l'artritis que patia l'obligà a passar els darrers anys en cadira de rodes, no abandonà la literatura i va morir el 22 de juny de 1887 deixant una novel·la inacabada, La casa dels mussols, que es publicà pòstumament després de ser conclosa, a partir del manuscrit, per l'escriptora Wilhelmine Heimburg.
La ciutat d'Arnstadt l'ha honorada, posant-li'n el nom a un carrer i erigint-li un monument.

## Obra
Eugenie Marlitt és quasi desconeguda per als lectors moderns, però des de mitjan s. XIX a la primeria del XX fou una de les escriptores més famoses del món occidental. La seua obra, escrita originalment en alemany, fou traduïda a moltes llengües, i aconseguiren enormes edicions.
La manera en què desenvolupava les seues històries i el tractament que donava als personatges feu que reberen un gran acolliment en el públic femení. En les seues novel·les apareixen heroïnes, les vides de les quals transcorren en diferents ambients socials de l'estat de Turíngia. Educada en un ambient cortesà no és estrany que la majoria de les seues novel·les transcórreguen en aquest ambient aristocràtic que tan conegut li era; també escrigué, però, novel·la rural, com ara La criada de l'alcalde, d'ingènua senzillesa i de sabor local, i també costums provincians i pobletans que emprà en Barba Blava i Els dotze apòstols.
Entre 1865 i 1885 escrigué i publicà totes les seues novel·les, autèntics best-sellers en el seu moment. Com l'argument de les seues novel·les gira sempre al voltant d'alguna història d'amor, molts crítics l'han considerada una típica escriptora de novel·la rosa. La qualitat de la seua escriptura, però, així com la manera en què representà la seua època i en què va fer una crítica a l'opressió de les dones del seu temps, doten la seua obra d'un valor literari afegit.
Les seues obres, totes publicades per primera vegada en Die Gartenlaube, i més tard a Leipzig, en edició completa (1888-1900) són aquestes:
- Die zwölf Apostel. Leipzig, 1865
- Goldelse. Leipzig, 1866
- Blaubart. Leipzig, 1866

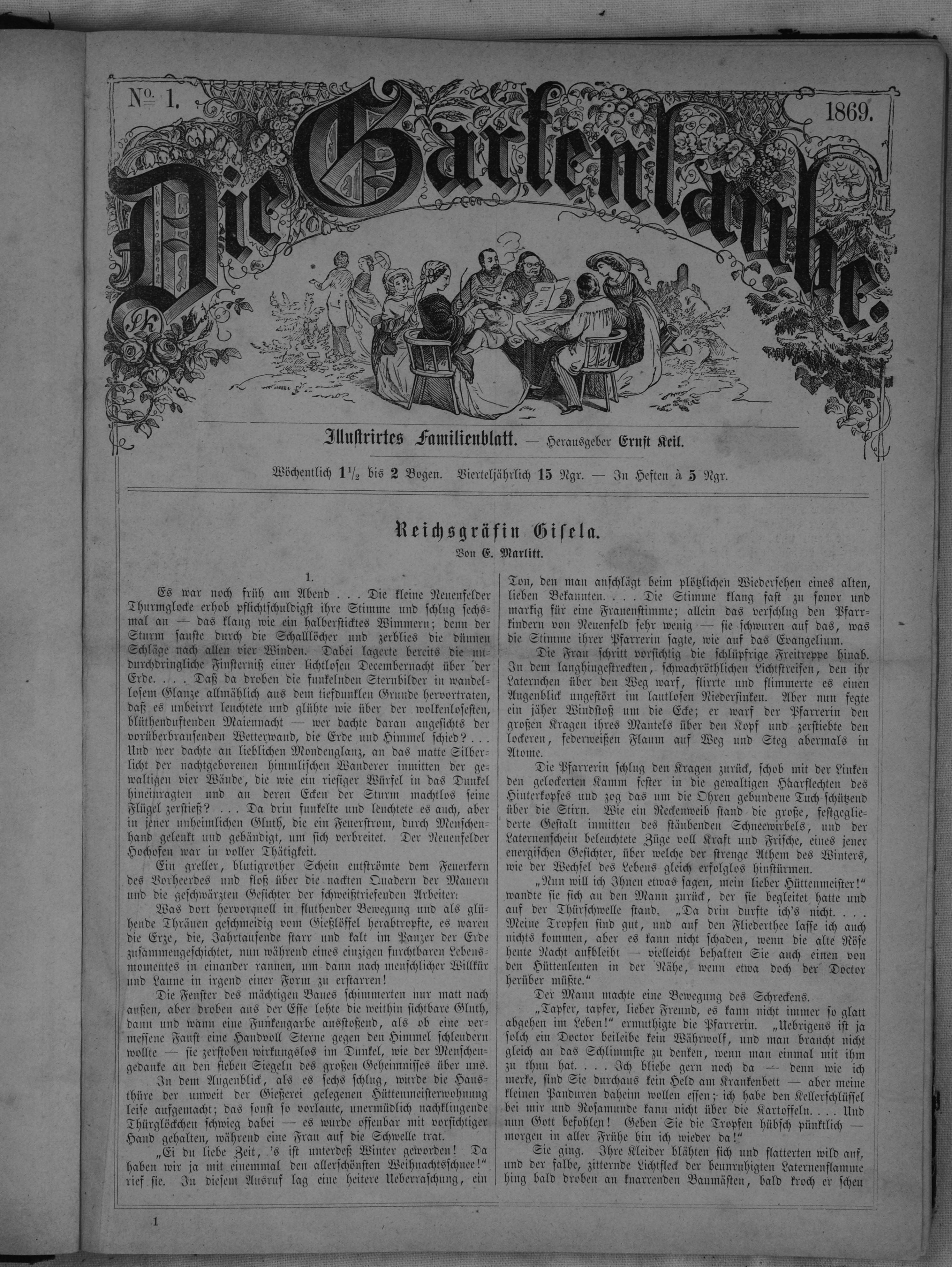
Gisela, comtessa de l'imperi en Die Gartenlaube (1869)

- Das Geheimnis der alten Mamsell. Leipzig, 1867
- Reichsgräfin Gisela. Leipzig, 1869
- Thüringer Erzählungen. Leipzig, 1869
- Das Heideprinzeßchen. Leipzig, 1871
- Die zweite Frau. Leipzig, 1873
- Im Hause des Kommerzienrats. Leipzig, 1877
- Im Schillingshof. Leipzig, 1880
- Amtmanns Magd. Leipzig, 1881
- Die Frau mit den Karfunkelsteinen. Leipzig, 1885
- Das Eulenhaus (obra pòstuma), Leipzig, 1888

Les seues obres completes es publicaren a Leipzig després de la seua mort en 10 toms:
- Gesammelte Romane und Novellen. 10 toms, Keil's Nachf., Leipzig, 1888–1890

Algunes novel·les seues, així com alguns dels seus relats i poemes, es poden llegir a la xarxa, en els originals alemanys, a la pàgina web del Projecte Gutenberg.